# أندرو بليك (كاتب)
أندرو بليك (بالإنجليزية: Andrew Blake) (و. 1947  م) هو مخرج أفلام، وكاتب سيناريو، ومنتج أفلام، ومصور موضة أمريكي، ولد في الولايات المتحدة.

## جوائز
حصل على جوائز منها:
- عضو قاعة مشاهير مجلة أخبار أفلام البالغين  [لغات أخرى]‏ (1996).[3]

## وصلات خارجية
- أندرو بليك على موقع IMDb (الإنجليزية)
- أندرو بليك على موقع أول موفي (الإنجليزية)
- أندرو بليك على موقع إن إن دي بي (الإنجليزية)
- أندرو بليك على موقع قاعدة بيانات الفيلم (الإنجليزية)
- أندرو بليك على موقع كينوبويسك (الروسية)
- أندرو بليك في قاعدة بيانات الأفلام على الإنترنت